# NK Bužan Prisoje
NK Bužan je hrv. bosanskohrecegovački nogometni klub iz sela Prisoja kod Tomislavgrada.
Nogometaši Bužana se trenutačno natječu u Međužupanijskoj ligi HBŽ - ZHŽ.